# Oftalmološki pregled
Očni pregled se sastoji od niza pregleda koje izvode oftalmolog, optometrista ili ortoptičar, kojima se ispituju pacijentov vid, i sposobnost fokusiranja na objekte, te mnoga druga ispitivanja očiju i funkcije vida. Svi bi ljudi trebalo da redovno imaju preglede očiju, kao deo primarne zdravstvene zaštite, posebno zato što su mnoge očne bolesti „tihe“ ili asimptomatske. Očnim pregledom se mogu otkriti bolesti koje potencijalno mogu uzrokovati slepoću, očne manifestacije neke sistemske bolesti, ili znakove tumorskih bolesti, nekih anomalija mozga itd.

## Priprema
U idealnim uslovima, očni pregled se sastoji od spoljnog pregleda oka, upotpunjenim specifičnim testovima za oštrinu vida, pupilarnu funkciju, pokretljivost spoljnih očnih mišića, vidna polja, merenjem očnog pritiska i oftalmoskopijom kroz proširenu zenicu.
Minimalni pregled oka sastoji se od testova oštrine vida, zenične funkcije i merenja pokretljivosti spoljnih očnih mišića, a uključuje i direktnu oftalmoskopiju kroz neproširenu zenicu.

## Osnovni pregled

### Oštrina vida
Oštrina vida je sposobnost očiju da detektuje fine detalje i kvantitativna je mera sposobnosti oka da vidi sliku u fokusu na određenoj udaljenosti. Standardna definicija normalne oštrine vida (vid 20/20 ili 6/6) je sposobnost da se razreši prostorni obrazac odvojen vizuelnim uglom od jednog lučnog minuta. Izrazi 20/20 i 6/6 su izvedeni iz predmeta standardizovane veličine koje može da vidi „osoba normalnog vida” na određenoj udaljenosti. Na primer, ako neko može da vidi na udaljenosti od 20 stopa objekat koji se inače može videti na 20 stopa, onda ima viziju 20/20. Ako neko može da vidi na 20 stopa ono što normalna osoba može da vidi na 40 stopa, onda ima viziju 20/40. Drugim rečima, pretpostavimo da osoba ima problema da vidi objekte na daljinu i da može da vidi samo do 20 stopa ono što osoba sa normalnim vidom može da vidi do 200 stopa, onda ona ima viziju 20/200. Terminologija 6/6 se koristi u zemljama koje koriste metrički sistem, a to predstavlja rastojanje u metrima.
Ovo se često meri pomoću Snelenovog grafikona ili LogMAR grafikona.

### Refrakcija
U fizici, refrakcija je mehanizam koji savija putanju svetlosti dok ona prelazi iz jednog medijuma u drugi, kao kada prolazi iz vazduha kroz delove oka. U očnom pregledu, termin refrakcija je određivanje idealne korekcije refrakcione greške. Refrakciona greška je optička abnormalnost u kojoj oblik oka ne uspeva da dovede svetlost u oštar fokus na mrežnjači, što dovodi do zamagljenog ili izobličenog vida. Primeri refrakcione greške su miopija, hiperopija, prezbiopija i astigmatizam. Greške su navedene u dioptrijama, u formatu sličnom receptu za naočare. Procedura refrakcije se sastoji iz dva dela: objektivnog i subjektivnog.

### Spoljašnji pregled
Spoljašnji pregled očiju sastoji se od pregleda kapaka, okolnih tkiva i veđnog rasporka. Poželjna je i palpacija (ispipavanje) ruba očne šupljine, mada to zavisi od simptoma. Vežnjača oka i beonjača pregledaju se tako da pacijent pogleda prema gore, lekar izvrne donju, pa gornju veđu, osvetljavajući ih ručnom svetiljkom (ili biomikroskopom). Na sličan se način mogu pregledati dužica i rožnjača.

## Oštrina vida
Oštrina vida je sposobnost oka da razabire fine detalje i označava kvantitavno merenje sposobnosti oka da uoči sliku u fokusu na određenoj udaljenosti. Standardna definicija normalne oštrine vida (20/20 ili 6/6) jeste sposobnost oka da jasno vidi i razluči dve tačke odvojene uglom od jedne lučne minute. Izrazi 20/20 i 6/6 dobijeni su od objekata standardizovane veličine koje „osoba normalnog vida“ vidi na određenoj udaljenosti. Na primer, ako osoba na udaljenosti od 6 metara vidi predmet koji se i normalno može videti na udaljenosti od 6 metara, onda je oštrina vida te osobe 6/6. Ako osoba na 6 metara vidi predmet koji normalna osoba vidi na 12 metara, onda je oštrina vida te osobe 6/12. Na primer, ako osoba ima problema s uočavanjem predmeta na većoj udaljenosti, i tek na 6 metara vidi ono što osoba normalnog vida vidi na 60 metara, onda je vid te osobe 6/60. Izraz 20/20 češće se upotrebljava u SAD i označava udaljenost u stopama.
Vidna oštrina se najčešće meri Snelenovim optotipom.

### Zenične funkcije
Pregled zenične funkcije uključuje pregled veličine zenica (jesu li jednake; razlika od 1 mm ili manja smatra se normalnom), oblika, reakcije na svetlost te direktnu i konsenzualnu reakciju. Test njišućom ručnom svetiljkom koristi se ako se sumnja na neurološka oštećenja. Taj je test najkorisniji klinički test dostupan porodičnom lekaru za pregled eventualnih anomalija vidnog živca. Njime se detektuje defekt aferentnog luka zenične reakcije, poznat kao Marcus Gunova zenica. Pri normalnoj reakciji, kada jednu zenicu izložimo svetlosti, obe se zenice suze. Pri pomicanju svetiljke s oka, obe se zenice šire, no kada svetlost dopre do drugog oka, obe se ponovo suze. Pri postojanju defekta eferentnog luka zenične reakcije levog oka, leva će zjenica ostati proširena, nezavisno od toga obasjava li je svetlo, dok će desna zenica reagovati normalno. Pri postojanju defekta aferentnog luka zenične reakcije levog oka, obe će se zenice proširiti kada obasjamo levu zenicu, dok će se obe suziti kada osvetlimo desno oko.
Ako se uoči manja zenicu na jednom oku, koja ima normalnu reakciju na svetlost, najverovatnije nije reč o neuropatiji. Ako je isto udruženo s ptozom gornjeg kapka, može biti reč o Hornerovom sindromu. Ako je zenica mala, nepravilnog oblika i slabe reakcije na svetlost, dok ima normalne reakcije na akomodaciju, reč je o Argil Robertsonovoj zenici.

### Bulbomotorika
Bulbomotorika se uvek treba testirati, pogotovo ako se pacijent žali na [dvostruke slike, ili ako lekar sumnja na neku neurološku bolest. Lekar prvo treba da vizuelno proceni da li postoji devijacija očiju kao posledica strabizma, disfunkcije spoljnih mišića oka ili paralize kranijalnih živaca koji inerviraju spoljašnje mišiće oka. Sakade se utvrđuju tako što pacijent brzo usmerava pogled prema nekom cilju krajnje desno, levo, gore i dole. Ovaj test sakadične disfunkcije, usled kojeg loša mogućnost očiju da „skaču“ s jednog mjesta na drugo, može uticati na čitanje i druge sposobnosti.
Sporo praćenje, ili potrage, procenjuju se testom „slijedi moj prst“ u kojem ispitivačev prst ide po dvostrukoj H liniji koja dodiruje osam polja pogleda. Time se ispituju donji, gornji, medijelni i lateralni pravi mišići oka, te takođe gornji i donji kosi mišić.

### Ispitivanje vidnog polja (test konfrontacije)
Procena vidnog polja nikad se ne sme izostaviti iz osnovnog pregleda oka. Ispitivanje vidnog polja se sastoji od konfrontacijskog testa u kojem se svako oko zasebno ispituje da bi se utvrdila širina perifernog vidnog polja. Da bi se test izveo, ispitanik mora zatvoriti jedno oko, dok drugo mora fiksirati na ispitivačevo oko. Od ispitanika se zatim zatraži da kaže koliko vidi prstiju, nakon što mu se nakratko pokažu u svakom od četiri kvadranta. Ova metoda je povlašćena u odnosu na test mahanja prstom koji je pre korišten, zato što predstavlja brz i efikasan način da se odgovor na isto pitanje: da li je periferno vidno polje zahvaćeno.
Česta problematika vidnog polja su skotomi (područja smanjenog vida), hemianopsija (izgubljena polovina vidnog polja), homonimna kvadrantopsija (uključena oba oka) i bitemporalna hemianopsija.

### Očni pritisak
Očni pritisak se može meriti tonometrijskim uređajima koji su dizajnirani da mere oticanje (i otpor oticanju) sobne vodice u oku. Diatonov tonometar može meriti očni pritisak preko kapka, bez neposrednog kontakta s očnom jabučicom.

### Oftalmoskopija
Oftalmoskopski pregled uključuje vizuelni pregled unutrašnjih očnih struktura pod povećanjem, te takođe procenu kvaliteta crvenog odraza oka. Oftalmoskopija omogućuje direktno gledanje mrežnjače i drugih tkiva na očnoj pozadini. Ovo je najbolje učiniti nakon što se zenice prošire očnim kapima. Kroz neproširenu zenicu se može dobiti ograničen pogled, najbolji rezultati se dobiju u zamračenoj prostoriji u kojoj pacijent gleda u suprotan ugao sobe. Prikaz optičkog diska i krvnih žila mrežnjače je glavni cilj tokom oftalmoskopskog pregleda. Nepravilnosti u prikazivanju ovih unutrašnjih struktura mogu ukazivati na bolest oka.
Crveni odraz se može videti na pacijentovoj zenici tokom direktne oftalmoskopije. Ovaj deo pregleda se radi sa udaljenosti od oko 50 cm i obično je simetričan između dva oka. Mutnina može ukazivati na kataraktu.

### Biomikroskopija
Detaljan pregled prednjih očnih struktura i očnih adneksa često se radi procepnom svetiljkom montiranom na biomikroskop. Na oko se projektuje mali zrak svetlosti kome se može menjati visina, širina, upadni ugao, orijentacija i boja. Često je tokom pregleda zrak svetlosti sužen kroz vertikalni procep. Promatrač gleda osvetljene očne strukture kroz optički sistem koji uvećava sliku oka.
Ovo omogućava pregled svih očnih medija od rožnjače do staklastog tela, uz uvećanu sliku veđa i drugih spoljnih struktura oka. Bojenje fluoresceinom pre pregleda može otkriti abrazije rožnjače i infekciju herpes simpleks virusom.
Pregled biomikroskopom pruža stereoskopski povećanu i izuzetno detaljnu sliku očnih struktura, što omogućava donošenje tačne anatomske dijagnoze za raznovrsne poremećaje oka. Biomikroskopom se uz pomoć posebnih sočiva takođe mogu vršiti oftalmoskopski i gonioskopski pregledi.

## Literatura
- Schwartz, Gary S. (2006). The Eye Exam: A Complete Guide (1. изд.). Slack Incorporated. ISBN 978-1-55642-755-8.
- Leitman, Mark W. (2007). Manual for Eye Examination and Diagnosis (7. изд.). Wiley-Blackwell. ISBN 978-1-4051-6822-9.
- Duane's Clinical Ophthalmology. Lippincott Williams & Wilkins. 2004. V.1 C.5, V.1 C.33, V.2 C.2, V.2 C.4, V.5 C.49, V.5 C.51, V.8 C.17.
- Golovin, SS; Sivtsev, DA (1927). Таблица для исследования остроты зрения [Table for the study of visual acuity] (на језику: руски) (3rd изд.).
- Carlson; Kurtz (2004). Clinical Procedures for the Ocular Examination (3rd изд.). McGraw Hill. ISBN 978-0-07-137078-3.
- Lappin, Joseph S.; Tadin, Duje; Nyquist, Jeffrey B.; Corn, Anne L. (јануар 2009). „Spatial and temporal limits of motion perception across variations in speed, eccentricity, and low vision.”. Journal of Vision. 9 (30): 30.1—14. PMID 19271900. doi:10.1167/9.1.30 . „Displacement thresholds for peripheral motion were affected by acuity limits for speeds below 0.5 degrees/s. [0.0087 radians/s]”
- Weinberger, Hershel (19. 2. 1971). „Conjecture on the Visual Estimation of Relative Radial Motion”. Nature. 229 (5286): 562. Bibcode:1971Natur.229..562W. PMID 4925353. S2CID 4290244. doi:10.1038/229562a0 .
- Schrater, Paul R.; Knill, David C.; Simoncelli, Eero P. (12. 4. 2001). „Perceiving visual expansion without optic flow”. Nature. 410 (6830): 816—819. Bibcode:2001Natur.410..816S. PMID 11298449. S2CID 4406675. doi:10.1038/35071075. „When an observer moves forward in the environment, the image on his or her retina expands. The rate of this expansion conveys information about the observer's speed and the time to collision... this rate might also be estimated from changes in the size (or scale) of image features... we show, ... observers can estimate expansion rates from scale-change information alone, and that pure scale changes can produce motion after-effects. These two findings suggest that the visual system contains mechanisms that are explicitly sensitive to changes in scale.'”
- Hoffmann, Errol R.; Mortimer, Rudolf G. (јул 1996). „Scaling of relative velocity between vehicles”. Accident Analysis & Prevention. 28 (4): 415—421. ISSN 0001-4575. PMID 8870768. doi:10.1016/0001-4575(96)00005-X. „Only when the subtended angular velocity of the lead vehicle exceeded about 0.003 rad/s were the subjects able to scale the relative velocity”
- Maddox, Michael E.; Kiefer, Aaron (септембар 2012). „Looming Threshold Limits and Their Use in Forensic Practice”. Proceedings of the Human Factors and Ergonomics Society Annual Meeting. 50 (1): 700—704. S2CID 109898296. doi:10.1177/1071181312561146. „A number of laboratory researchers have reported values of the looming threshold to be in the range of 0.003 radian/sec. Forensic practitioners routinely use elevated values of the looming threshold, e.g., 0.005–0.008, to account for the complexity of real-world driving tasks. However, only one source has used data from actual vehicle accidents to arrive at a looming threshold – and that value, 0.0275 rad/sec, is an order of magnitude larger than that derived from laboratory studies. In this study, we examine a much broader range of real-world accident data to obtain an estimate of the reasonable upper end of the looming threshold. The results show a range of 0.0397 to 0.0117 rad/sec...”
- Strasburger, H. (2020). „seven myths on crowding and peripheral vision”. i-Perception. 11 (2): 1—45. PMID 32489576. doi:10.1177/2041669520913052.
- Strasburger, H.; Rentschler, I.; Jüttner, M. (2011). „Peripheral vision and pattern recognition: a review”. Journal of Vision. 11 (5): 13, 1—82. PMID 22207654. doi:10.1167/11.5.13 .
- Barghout-Stein, Lauren (1999). On differences between peripheral and foveal pattern masking (Теза). University of California, Berkeley.
- Anstis, S. M. (1974). „A chart demonstrating variations in acuity with retinal position”. Vision Research. 14 (7): 589—592. PMID 4419807. doi:10.1016/0042-6989(74)90049-2.
- Kandel, Himal; Nguyen, Vuong; Piermarocchi, Stefano; Ceklic, Lala; Teo, Kelvin; Arnalich‐Montiel, Francisco; Miotto, Stefania; Daien, Vincent; Gillies, Mark C.; Watson, Stephanie L. „Quality of life impact of eye diseases: a Save Sight Registries study”. Clinical & Experimental Ophthalmology (на језику: енглески). 50 (4): 386—397. ISSN 1442-6404. doi:10.1111/ceo.14050.

## Spoljašnje veze
- Simulator kretanja oka
- Oftalmološki pregled Архивирано на веб-сајту  (28. јун 2012)